# Bichvinta
Bichvinta je turistički grad u Gruzijskoj pokrajini Abhaziji, 25 km južno od grada Gagre.

## Povijest
Grad su, kao trgovačku koloniju "Pitiunt", osnovali Stari Grci u 5. stoljeću pr. Kr. Arheološka iskapanja otkrila su 3 crkve iz 4. stoljeća i banju s veličanstvenim mozaikom. U 6. stoljeću, Pitiunt je bio glavni grad kraljevstva Egrisi. Sveti Ivan Zlatousti je 407. izgnan u Pitiunt, ali je umro na brodu, pred obalom. Godine 541. Pitiunt dobiva nadbiskupiju. U 13. stoljeću, područje su zauzeli Genoveški trgovci koji su grad nazivali "Pezonda".
Najpoznatija znamenitost grada je velika katedrala iz 10. stoljeća. U njoj se nalaze zidne slikarije iz 13. do 16. stoljeća.
U gradu su brojni hoteli u kojima ljeti odsjedaju Ruski turisti.